# Tony Ward
Anthony Borden (Tony) Ward (San Jose, Californië, 10 juni 1963) is een Amerikaans acteur en model.
Ward verdiende zijn geld ooit door naakt voor homo-bladen te poseren. Veel foto's uit die tijd zijn op het internet te vinden. Ward speelde verder nog in meerdere films, voornamelijk homo-erotische:
- 1996 - Hustler White - hoofdrol
- 1998 - Sex/Life in L.A.
- 1999 - Out in Fifty
- 2002 - All About the Benjamins
- 2007 - "Story of Jen" - hoofdrol
- 2009 - L.A. Zombie

Gezegd wordt dat Ward de rollen deed als zogenaamde 'gay-for-pay': een hetero(?) die homoseksuele daden uitvoert tegen betaling.
Ook was Ward model voor verschillende merken, modehuizen en -bladen, zoals de Vogue, Sisley, Cavalli Parfum, Dewars Whisky, Sky Vodka, Fendi, J. Lindeberg, H&M, Palmers, Dolce & Gabbana en Camel.
Verder figureerde hij onder andere in de volgende videoclips:
- 1988 Belinda Carlisle - I Get Weak
- 1989 Madonna - Cherish
- 1990 Madonna - Justify My Love
- 1990 Tommy Page - I'll Be Your Everything
- 1992 Madonna - Erotica
- 1995 Rusty - Misogyny
- 1996 George Michael - Fastlove
- 1996 Spice Girls - Say you'll be there
- 1999 Esthero - That Girl
- 2000 Sinéad O'Connor - Jealous

Ward ontmoette zangers Madonna op een feest waar ze haar sigaret doofde op zijn rug. Hij verscheen in twee videoclips van Madonna; de omstreden Justify My Love en als zeemeerman in de clip Cherish. Ze hadden een kortstondige relatie in 1990. In 1992 poseerde hij tezamen met andere bekende namen zoals Naomi Campbell en Vanilla Ice in het boek  Sex van Madonna.
Ward heeft samen met Shinobu Sato Ward drie kinderen.